# Yoshifumi Kondō
Yoshifumi Kondō (近藤喜文?, Kondō Yoshifumi; Gosen, 31 marzo 1950 – Tachikawa, 21 gennaio 1998) è stato un regista e animatore giapponese.

## Biografia
Tra i suoi lavori più importanti: Conan il ragazzo del futuro, del 1978, dove collabora come animatore e Anna dai capelli rossi, nel 1979, in cui è sakkan (direttore dell'animazione) e character designer. Nel 1988, la sua carriera trova una svolta, collaborando ad un prodotto per il cinema: sotto la regia di Isao Takahata contribuisce alla realizzazione di uno dei più grandi film dello Studio Ghibli, Una tomba per le lucciole, ricoprendo anche qui i ruoli di direttore dell'animazione e character designer, e realizzando persino alcune parti dell'ekonte. Un anno dopo è per la prima volta supervisore dell'animazione, per il film Kiki - Consegne a domicilio, di Hayao Miyazaki.
Ormai fisso allo Studio Ghibli, nel 1991 torna a lavorare con Isao Takahata in Pioggia di ricordi, ricoprendo il ruolo di direttore dell'animazione e character designer.
Nel 1995, dirige infine il suo primo film, I sospiri del mio cuore e nel 1997 è nuovamente supervisore dell'animazione in Princess Mononoke, di Hayao Miyazaki. Il 21 gennaio 1998, morì improvvisamente di dissecazione aortica all'età di 47 anni. I dottori affermarono che la malattia fu causata dal troppo lavoro.

## Filmografia

### Regia
- I sospiri del mio cuore (耳をすませば, Mimi wo sumaseba) (1995)

### Animazione

#### Animatore
- Tommy, la stella dei Giants (巨人の星, Kyojin no Hoshi) (1968)
- Le avventure di Lupin III (ルパン三世, Rupan Sansei) (1971)
- Hajime ningen Gyatoruz (1974)
- Conan il ragazzo del futuro (未来少年コナン, Mirai shōnen Konan) (1978)
- Porco Rosso (紅の豚, Kurenai no buta) (1992)
- Pom Poko (平成狸合戰ぽんぽこ, Heisei tanuki gassen Ponpoko) (1994)

#### Sakkan e character designer
- Anna dai capelli rossi (赤毛のアン, Akage no An) (1979)
- Il fiuto di Sherlock Holmes (名探偵ホームズ, Meitantei Hōmuzu) (1984)
- The Blinkins (1986)
- Una per tutte, tutte per una (愛の若草物語, Ai no wakakusa monogatari) (1987)
- Una tomba per le lucciole (火垂るの墓, Hotaru no haka) (1988)
- Pioggia di ricordi (おもひでぽろぽろ, Omohide poro poro) (1991)

#### Supervisore dell'animazione
- Kiki - Consegne a domicilio (魔女の宅急便, Majo no takkyūbin) (1989)
- Princess Mononoke (もののけ姫, Mononoke-hime) (1997)